# Пъртевци
Пъ̀ртевци е село в Северна България, община Габрово, област Габрово.

## География
Село Пъртевци се намира на около 7 km югозападно от центъра на град Габрово. Разположено е в югоизточната част на Черновръшкия рид. Надморската височина в южния край на селото достига до около 600 m, а в северния намалява до около 540 m.
Общинският път до село Пъртевци е южно отклонение при габровския квартал Гачевци от третокласния републикански път III-4404, минаващо през село Мечковица, а след Пъртевци води на запад до село Геновци.

## История
През 1995 г. дотогавашното населено място колиби Пъртевци придобива статута на село.

## Население
Населението на село Пъртевци наброява 76 души при преброяването към 1934 г. и намалява до 7 към 1985 г., след увеличение до 14 през следващите години, наброява към 2019 г. (по текущата демографска статистика за населението) 10 души.
Преброяване на населението през 2011 г.
Численост и дял на етническите групи според преброяването на населението през 2011 г.:
|                     | Численост | Дял (в %) |
| Общо                | 14        | 100,00    |
| Българи             | 14        | 100,00    |
| Турци               | 0         | 0,00      |
| Цигани              | 0         | 0,00      |
| Други               | 0         | 0,00      |
| Не се самоопределят | 8         | 0,00      |
| Неотговорили        | 0         | 0,00      |